# Nekroforeza

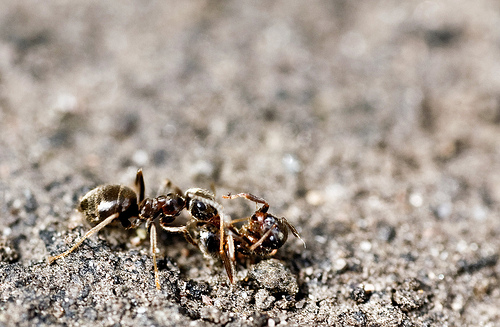
Hurtnica pospolita (Lasius niger) wynosząca martwego owada

Nekroforeza (dosłownie: przenoszenie zmarłego) – u owadów społecznych, zwłaszcza mrówkowatych i pszczołowatych, wynoszenie martwych członków kolonii poza obręb gniazda. Wywoływane jest zanikiem działania związków chemicznych obecnych u żywych osobników. Zmniejsza ryzyko zarażenia kolonii.